# Petropedetidae
Petropedetidae é uma família de anfíbios anuros.

## Gêneros
- Anhydrophryne
- Arthroleptella
- Arthroleptides
- Cacosternum
- Dimorphognathus
- Ericabatrachus
- Microbatrachella
- Natalobatrachus
- Nothophryne
- Petropedetes
- Phrynobatrachus
- Phrynodon
- Poyntonia